# 28798 Audreymartin
28798 Audreymartin è un asteroide della fascia principale. Scoperto nel 2000, presenta un'orbita caratterizzata da un semiasse maggiore pari a 2,593962 UA e da un'eccentricità di 0,132395, inclinata di 8,400117° rispetto all'eclittica. Ha un diametro di 7,944 km.